# Joško Tischler
Joško Tischler slovenski šolnik in politik, *8. maj 1902, Kamen pri Tinjah +23. januar 1979, Celovec.

## Življenje in delo
Rodil se je v kmečki družini očetu Jožu in materi Ani (rojena Starc), osnovno šolo je obiskoval v Škocjanu nato v Tinjah, gimnazijo pa v Celovcu in Kranju. Na dunajski univerzi je študiral matematiko in fiziko, diplomiral je leta 1927. Te predmete je tudi poučeval, leta 1957 je bil imenovan za ravnatelja Državne gimnazije za Slovence v Celovcu, upokojil se je leta 1968.
Ko je bil profesor v Beljaku med 14. februarjem 1934 in 1. februrjem 1939 je postal predsednik Slovenske prosvetne zveze in je v uradnih razgovorih z državnimi zastopniki in zastopniki Heimatbunda branil bodisi slovenske prosvetne, a še posebej slovenske šolske interese. Po priključitvi Avstrije k Nemčiji je na občnem zboru zveze 28. decembra 1938 ugotavljal, da se je kljub obljubam nacističnih funkcionarjev položaj koroških Slovencev zelo poslabšal, zato je moral Koroško zapustiti. V Bregenzu je vzdrževal zveze tudi s tistimi koroškimi Slovenci, ki so bili aprila 1942 nasilno preseljeni v Nemčijo; z njimi se je po koncu vojne vrnil na Koroško. Angleška  oblast je Tischlerja avgusta leta 1945 imenovala kot slovenskega zastopnika in člana koroške deželne vlade; tu je odločilno sodeloval pri oblikovanju šolske uredbe z dne 3. oktobra 1945. Leta 1949 je Tischler ustanovil Narodni svet koroških Slovencev in bil do 1960 njegov predsednik, nato podpredsednik. Stalno se je boril za skupne koristi vseh koroških Slovencev. Joško Tischler je vseskozi skušal vzdrževati tesne stike s Slovenci kjerkoli po svetu in se je dobro zavedel velikega pomena povezanosti vseh članov slovenskega naroda. Leta 1972 je tudi predaval na Študijskih dnevih Draga z referatom Oris stanja narodne skupnosti na Koroškem.
Od leta 1979  Krščanska kulturna zveza in Narodni svet koroških Slovencev podeljujejo nagrado z njegovim imenom, Tischlerjevo nagrado.